# Pyrrholaemus
Pyrrholaemus is een geslacht van zangvogels uit de familie Australische zangers (Acanthizidae). Het geslacht telt twee soorten.

## Soorten
- Pyrrholaemus brunneus  – Roodkeelstruiksluiper
- Pyrrholaemus sagittatus  – Pieperstruiksluiper